# Silvia Berti
Silvia Berti (...) è una storica italiana.

## Biografia
Professoressa di storia all'Università “La Sapienza” di Roma, è stata autrice di libri e articoli sul rapporto tra cultura ebraica e cristiana nell’era moderna, su questioni di storia della storiografia, sull’anticristianesimo in Europa, Spinoza e lo spinozismo, gli Ugonotti, i Giansenisti, l'Illuminismo e altri gruppi di rilievo nella storia francese. Ha curato un’edizione Einaudi del Trattato dei tre impostori, Mosè, Gesù e Maometto, una critica spinoziana alla religione adamitica, precursore dell’illuminismo radicale antireligioso.
Essays on Ancient and Modern Judaism è la sua pubblicazione più importante.  Membro del comitato di redazione della rivista Hebraic Political Studies, ha scritto articoli per il Journal of the History of Ideas, il Jewish Studies Quarterly e sulla Rivista storica italiana.
Ha ricevuto borse di studio dal Center for Advanced Judaic Studies di Filadelfia (nell’anno academico 1999-2000), dalla Folger Shakespeare Library (nel 1995-96) e dallo Shelby Cullom Davis Center for Historical Studies della Princeton University (nel 1993-94).